# Godfrid Haraldsson
Godfrid Haraldsson ou Godfred (c. 820 - c. 856) foi o filho do rei Harald Klak. Em 826 foi batizado juntamente com os seus pais em Mogúncia, no Império Franco, com o príncipe Lotário como padrinho.
Após o seu batismo, Godfrid manteve-se na comitiva de Lotário, até caírem nos anos de 840, e Godfrid regressou à Dinamarca. Aí, ele juntou-se com Rorico, filho do irmão de seu pai (era seu primo). Em 850 uniram-se contra Lotário e invadiram Dorestad. Rorik tomou posse de Frísia. Godfrid continuou a pilhagem à Flandres e Artésia, e regressou à Dinamarca para o Inverno. Em 851 regressou, invadindo Frísia, e à volta do Reno, atacou Gante e a abadia de Drongen.
Após outro inverno na dinamarca, Godfrid regressou novamente em 853 à França. A 9 de outubro de 853 navegou pelo Sena. A frota avançou além de Ruão, até Pont-de-l'Arche, e acamparam em terra perto de Les Andelys. Carlos o Calvo chamou o seu exército assim como o de Lotário, padrinho de Godfrid. Os dois lados enfrentaram-se durante todo o inverno, com o exército em terra dos francos sem navios para atacar os viquingues. O confronto ficou resolvido na primavera de 853 quando Godfred decidiu retirar, provavelmente com um tributo.
Em 855 Godfrid e o seu primo Rorico tentaram obter o poder na dinamarca após a morte do rei Érico I. A tentativa falhou, e regressaram no mesmo ano, tomando de novo Dorestad e uma grande área do que hoje se chama Holanda. Após isso, as fontes silenciaram-se sobre Godfrid. É possível que tenha falecido pouco depois.

## Literatura
- Simon Coupland (1998), «From poachers to gamekeepers: Scandinavian warlords and Carolingian kings», Early Medieval Europe, 7: 85–114, doi:10.1111/1468-0254.00019